# William Plifka
William Plifka (8 de mayo de 1977) es un deportista estadounidense que compitió en remo. Ganó dos medallas en el Campeonato Mundial de Remo, en los años 1998 y 1999, ambas en la prueba de ocho con timonel ligero.

## Palmarés internacional
| Campeonato Mundial | Campeonato Mundial      | Campeonato Mundial | Campeonato Mundial      |
| Año                | Lugar                   | Medalla            | Prueba                  |
| ------------------ | ----------------------- | ------------------ | ----------------------- |
| 1998               | Colonia (Alemania)      | Medalla de plata   | Ocho con timonel ligero |
| 1999               | St. Catharines (Canadá) | Medalla de oro     | Ocho con timonel ligero |